# Pevnost sv. Mikuláše
Pevnost svatého Mikuláše (chorvatsky Tvrđava svetog Nikole, italsky dříve Castel de S. Nicholo) je námořní pevnost, která se nachází u vstupu do kanálu sv. Antonína, nedaleko města Šibenik ve střední Dalmácii v Chorvatsku.
Od roku 2017 je pevnost zařazena na seznam světového dědictví UNESCO jako součást „Benátských obranných staveb ze 16. a 17. století“. 
V červenci 2019 byla pevnost dvou letech rekonstrukčních prací, otevřena pro návštěvníky. 

## Historie

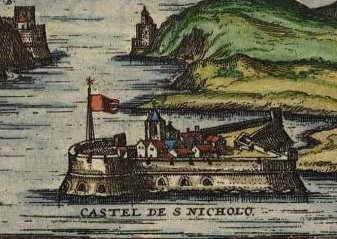
Castel de S. Nicholo

Město Šibenik má opevnění sestávající ze čtyř pevností:
- Pevnost sv. Mikuláše (Tvrđava sv. Nikole)
- Pevnost sv. Michala (Tvrđava sv. Mihovila)
- Pevnost sv. Jana (Tvrđava sv. Ivana)
- Pevnost Barone (Tvrđava Barone)

Jediná pevnosti sv. Mikuláše je na moři u vstupu do šibenického přístavu, zbývající tři jsou na pevnině.
Pevnost sv. Mikuláše byla postavena na levé straně u vstupu do kanálu sv. Antonína na ostrově Ljuljevac. Ostrov se nachází u vstupu do Šibenického kanálu přes plážový maják Jadrija.
Pevnost sv. Mikuláše získala svůj název podle benediktinského kláštera sv. Mikuláše, který se původně na ostrově nacházel, kvůli výstavbě obranné pevnosti však musel být zbořen. Na žádost chorvatských obyvatel Šibeniku rozhodl 30. dubna 1525 benátský kapitán Alvise Canal o výstavbě pevnosti na ostrově Ljuljevac. Pevnost v 16. století navrhl a postavil slavný benátský architekt a stavitel Giangirolamo Sanmicheli (synovec Michele Sanmicheliho), aby zabránil tureckým lodím dostat se do přístavu. Tvrz sv. Mikuláše byla vyzbrojena 32 děly. Jeho impozantní vzhled a velikost však byly pro nepřítele větší hrozbou, než samotná děla.

## Architektura

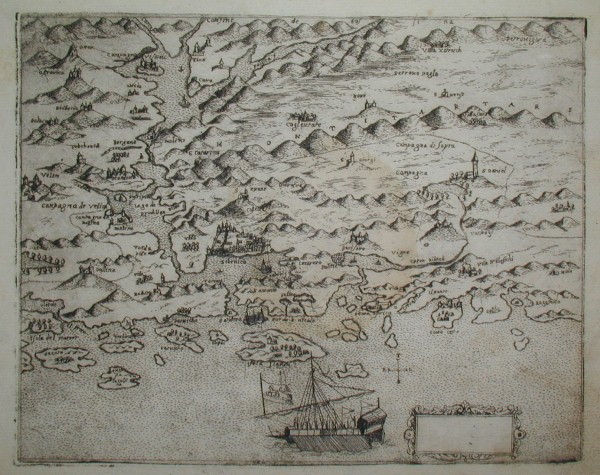
Na této mapě ze 16. století je pevnost sv. Mikuláše u vstupu do kanálu sv. Antonína.

Pevnost je jedním z nejcennějších a nejlépe zachovaných příkladů obranné architektury v Dalmácii. Zatímco základy pevnosti jsou kamenné, ostatní části byly vystavěny z cihel, neboť ty byly považován za nejodolnější proti dělovým koulím. Ačkoli obranné schopnosti pevnosti nebyly nikdy testovány ve vojenských operacích, struktura se osvědčila při ochraně města před útoky nepřátel na moři. Během staletí používání sloužila stavba různým armádám a prošla řadou rekonstrukcí, z nichž některé byly nutné jen kvůli vývoji zbraní. V roce 1979 objekt armáda zcela opustila a od té doby prochází renovací.

## Poznámky

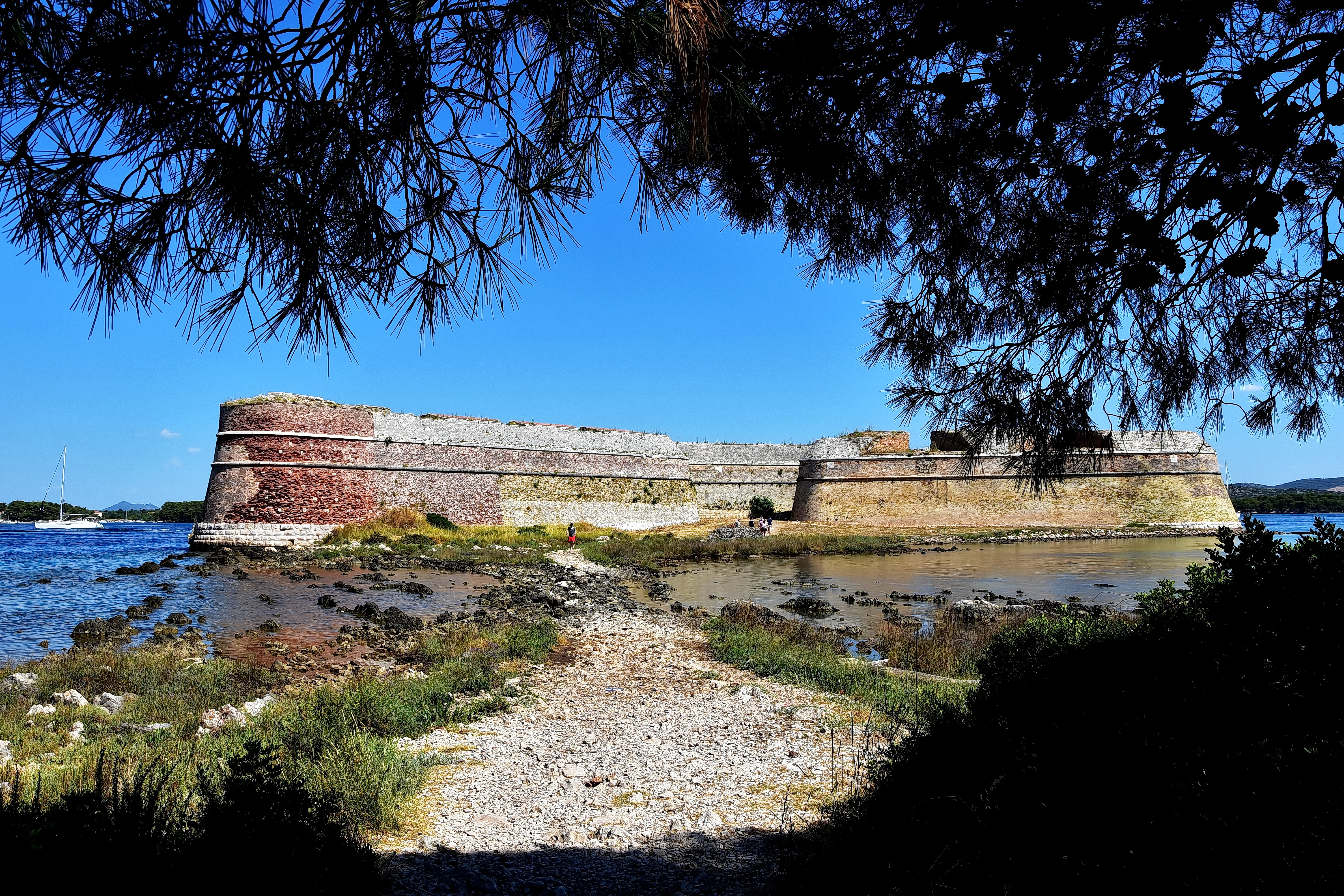
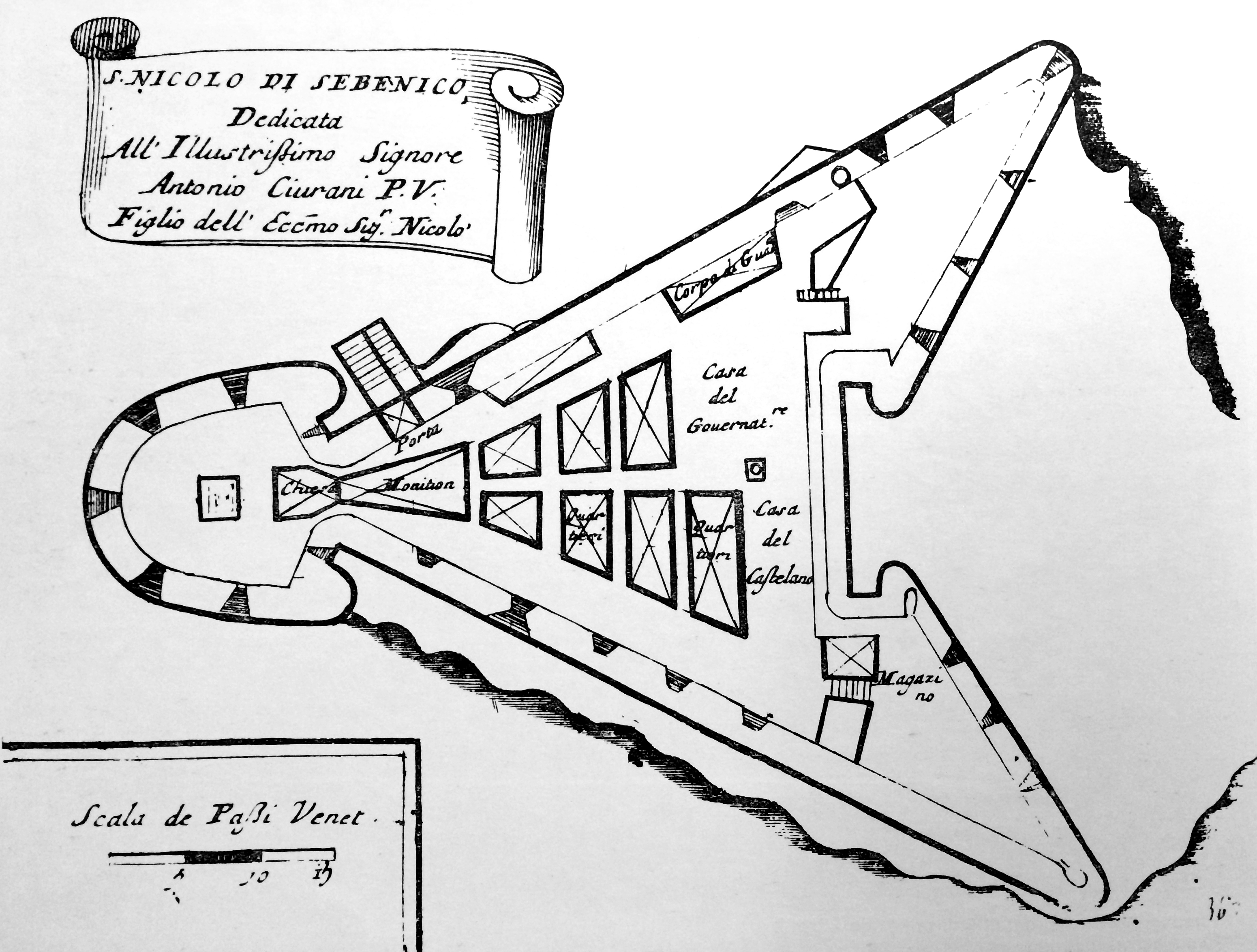
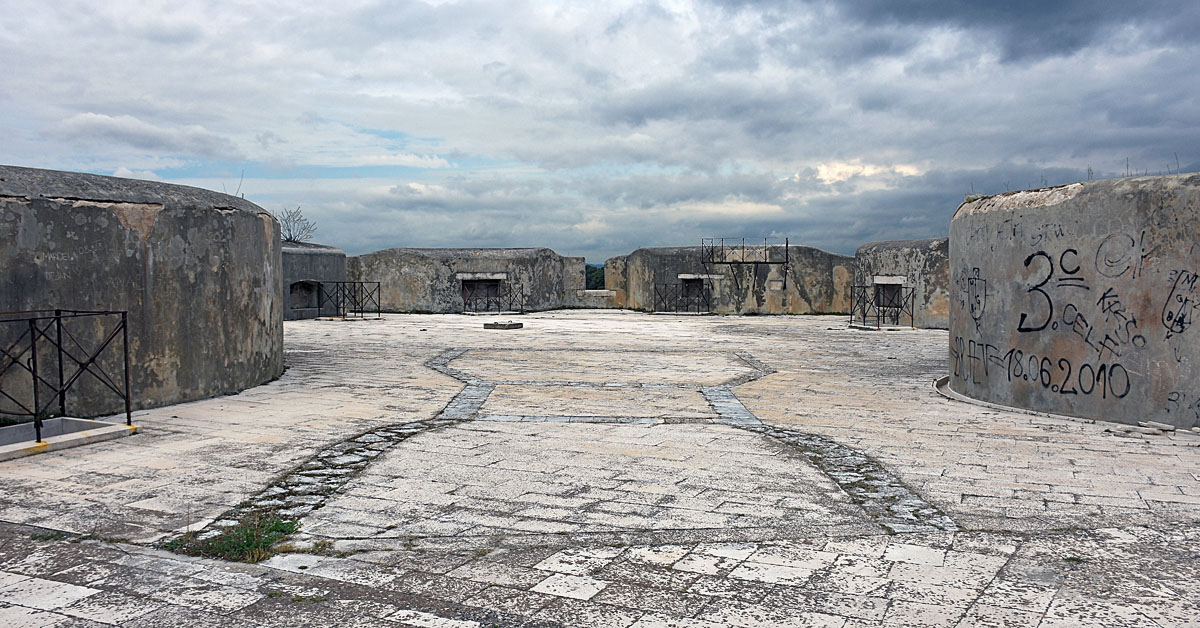
Střílny pevnosti svatého Mikuláše